# Twix

Aktuelles Twix-Logo

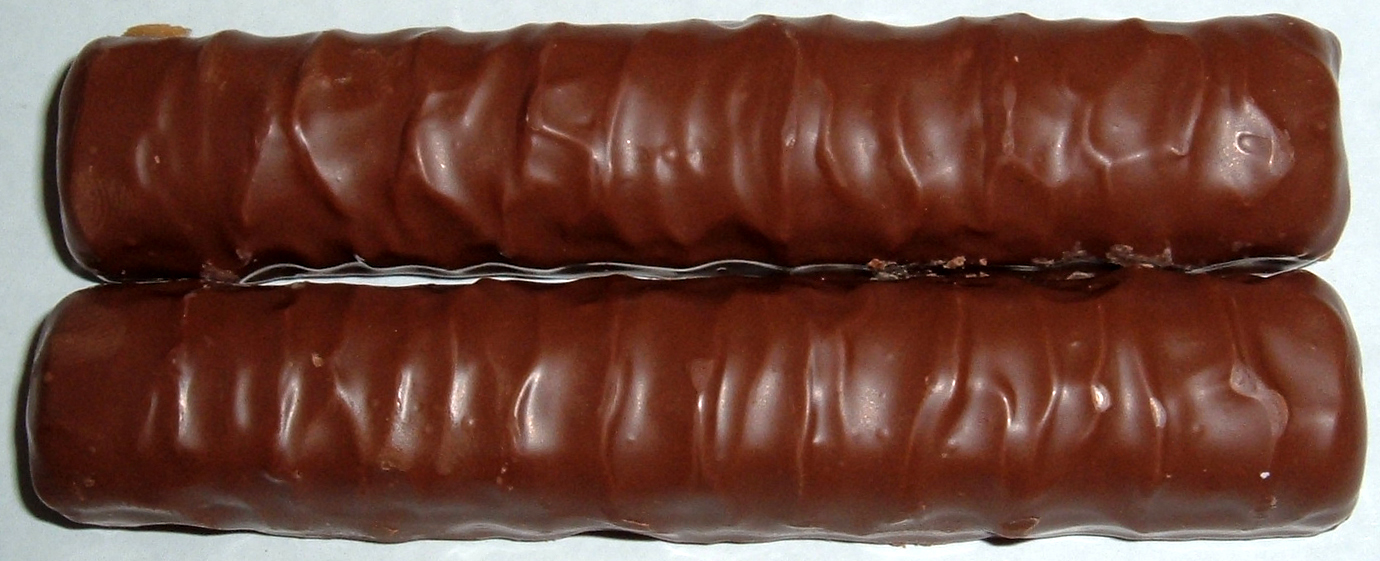
Twix werden meist paarweise verpackt

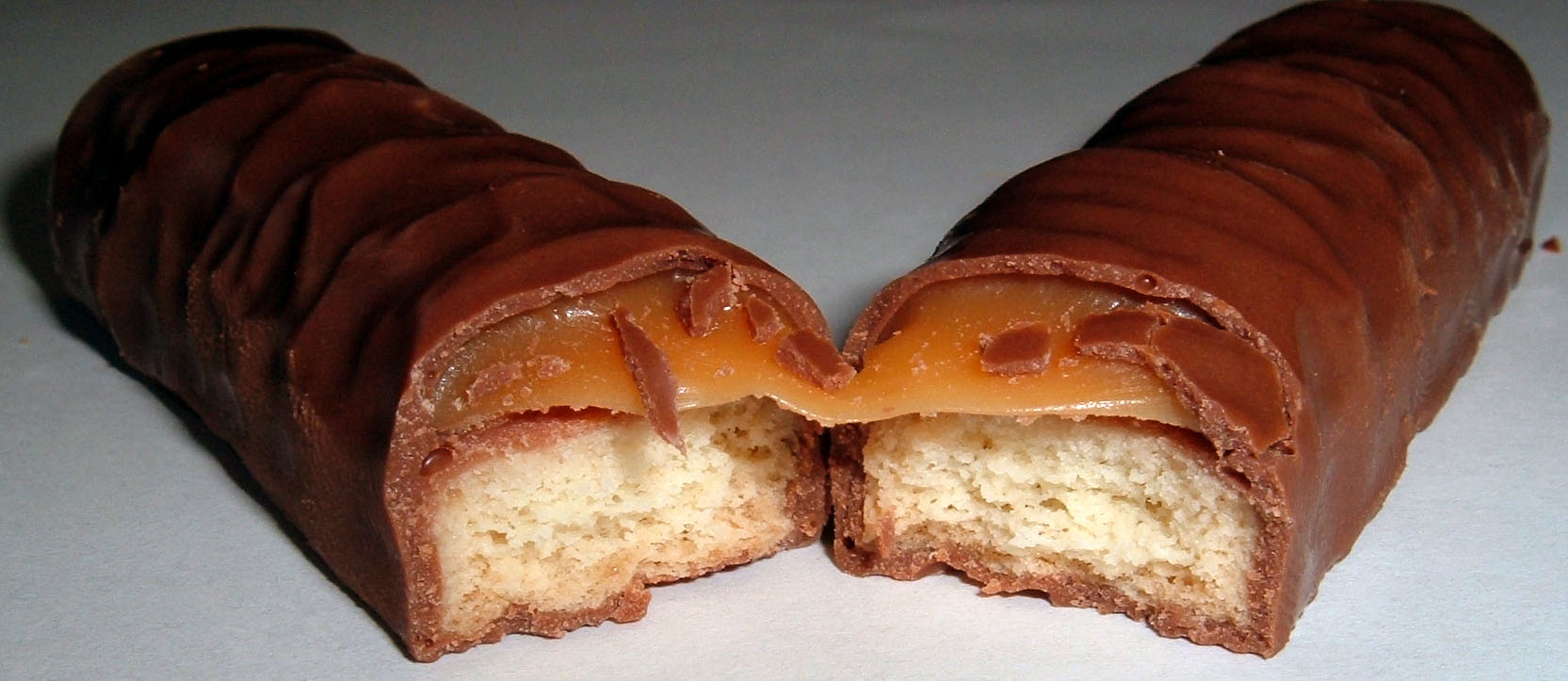
Der Riegel besteht aus Keks, Karamell und einer Schokoladenhülle

Twix ist ein von Mars Inc. hergestellter Schokoriegel. Er besteht aus einem Keks (26 %) mit einer darüberliegenden Schicht Karamell (32 %), umgeben von Milchschokolade (35 %). Typischerweise sind zwei Riegel in einer Verpackung, dafür ist Twix etwas schmaler als viele andere Schokoriegel. Zwei Riegel wiegen zusammen mittlerweile nur noch 46 Gramm, vorher 50 Gramm, davor 58 Gramm. Dies entspricht einer versteckten Teuerung von ca. 20 %. Ein Riegel (25 g) besaß einen physiologischen Brennwert von 516 kJ (123 kcal), mittlerweile sind es nur noch 484 kJ (116 kcal). Die Variante Twix 'XTRA oder auch King Size wiegt 75 Gramm (2 Riegel, Brennwert 879 kJ (210 kcal) pro Riegel).

## Geschichte

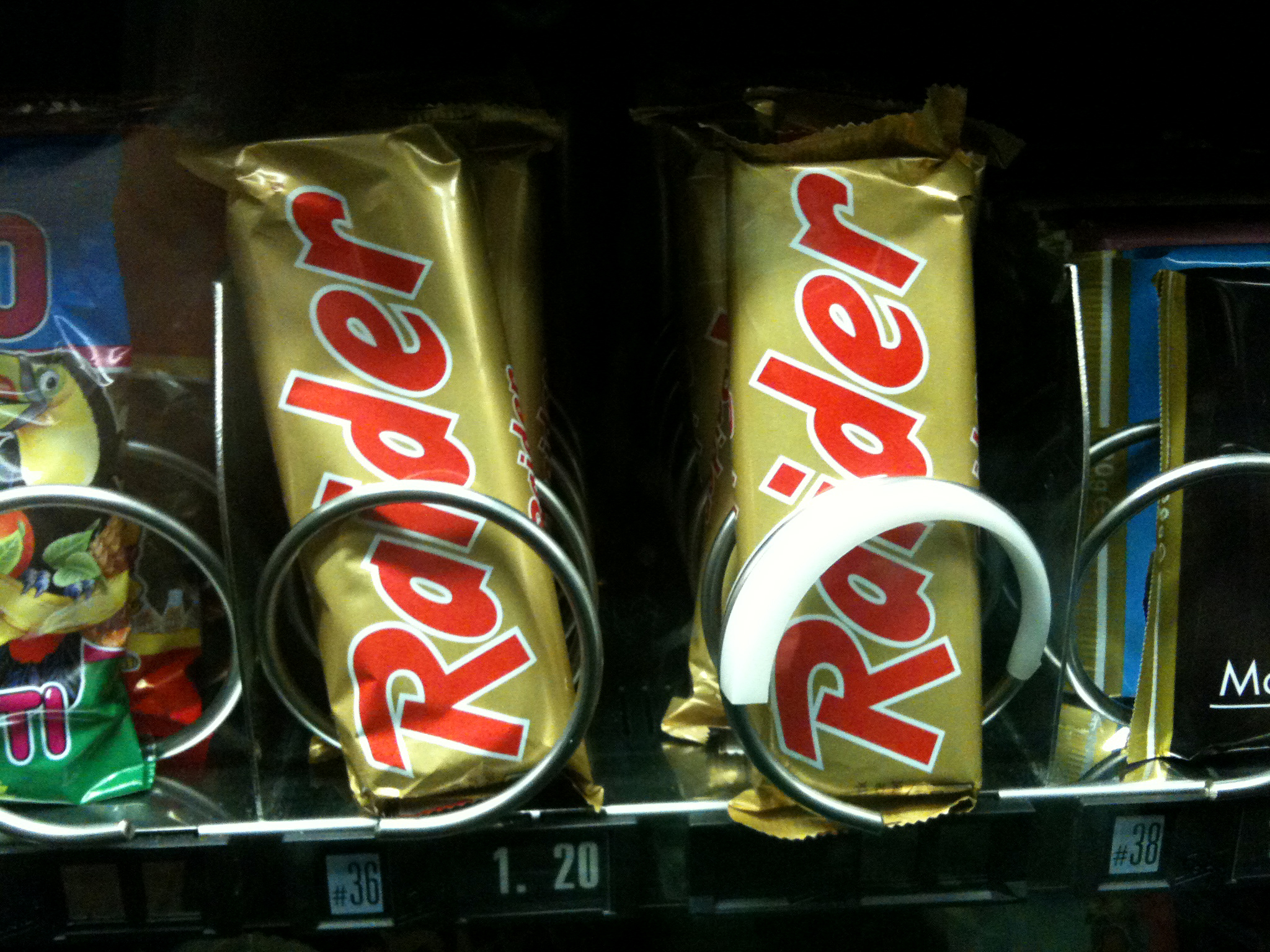
Werbekampagne 2009 zum 30-jährigen Jubiläum des Unternehmens in Deutschland – Twix hieß für einige Wochen wieder Raider

Twix (von Twin Sticks = Zwillingsstäbe) wurde 1967 zuerst in Großbritannien eingeführt. In Deutschland und Österreich kam der Riegel 1976 unter dem Namen Raider auf den Markt (deutsch ausgesprochen, also [ˈʁaɪ̯dɐ] und nicht englisch [ˈreɪ̯də]), ebenso in vielen anderen europäischen Ländern. In den USA erschien Twix 1979.
Der Werbeslogan zur Markteinführung von Raider in Deutschland lautete seinerzeit „Knusprig im Biß – lang im Genuß“, dem später der Slogan „Raider. Der Pausensnack“ folgte.
Im Jahr 1991 wurde Raider in Deutschland, Österreich, der Schweiz, Belgien, Frankreich, Griechenland, Italien, Luxemburg, Spanien, den Niederlanden sowie Portugal und 2000 in Dänemark, Finnland, Norwegen, Schweden und der Türkei in Twix umbenannt. Zum Zeitpunkt der Umbenennung in Deutschland war der neue Name schon in 70 % aller Länder, in denen der Riegel vertrieben wurde, verwendet worden. In Deutschland und Österreich wurde der neue Markenname mit einer groß angelegten Werbekampagne mit dem Claim „Raider heißt jetzt Twix, … sonst ändert sich nix“ und „Aus Raider wird jetzt Twix, … sonst ändert sich nix“ eingeführt. Der Hintergrund der Umbenennung war der Wunsch nach einer globalen Vereinheitlichung des Markennamens und der damit einhergehenden Vereinfachung von Produktion, Logistik und Marketing. Zudem herrschte die Annahme, der Snack werde sich unter dem als moderner empfundenen Namen Twix einer größeren Beliebtheit erfreuen. Außerdem könne die englische Bedeutung des Wortes „Raider“ (dt. etwa „Räuber/Plünderer“)  für Missverständnisse sorgen. Des Weiteren sollte auch die sprachliche Nähe zum international vertriebenen Insektenspray Raid vermieden werden. Der bisherige Name „Raider“ wurde allerdings mehrfach (2009, 2013, 2015, 2019, 2023) für Werbekampagnen wiederverwendet.
In einigen Ländern gibt es eine Version mit Erdnussbutter statt Karamell. 2004 wurde eine Limited Edition namens Twix white mit weißer Schokolade eingeführt. In der Folge gab es zeitweise weitere Varianten mit unter anderen den Geschmacksrichtungen Cappuccino, Orange, Cookies & Creme, Spekulatius oder Salted Caramel.
2009, zum 30. Firmenjubiläum von Mars Süßwaren Deutschland, gab es eine nur an einigen Süßwarenautomaten erhältliche Raider-Edition. Der Inhalt entsprach der aktuellen Standardrezeptur, nur die Verpackung erinnerte an den alten Markennamen. Diese Raider-Edition war auf 250.000 Stück limitiert. 2013 vertrieb der Discounter Penny zu seinem 40-jährigen Jubiläum ebenfalls eine limitierte Sonderpackung. Von Oktober 2013 bis Ende November 2013 vertrieb Mars den Riegel unter dem Originalnamen Raider deutschlandweit in einer Limited Edition von diesmal zehn Millionen Stück. Der wiederkehrende Verkauf als Raider hat den Hintergrund, dass das Recht an einem Markennamen verfällt, wenn er fünf Jahre lang nicht benutzt wird.
Wurde Twix für gewöhnlich paarweise verkauft, so werden die Riegel inzwischen auch einzeln angeboten, dabei selbstironisch als „linkes“ oder „rechtes“ Twix. Begleitet wird dies durch Werbekampagnen, die vermitteln, beide Riegel würden in unterschiedlichen, rivalisierenden Fabriken im Steampunk-Ambiente hergestellt.

## Inhaltsstoffe
Zucker, Glukosesirup, Weizenmehl (17 %), Palmfett, Magermilchpulver, Kakaobutter, Kakaomasse, Butterreinfett, Milchzucker, Molkepermeat, fettarmer Kakao, Salz, Emulgator (Sojalecithin), Backtriebmittel (Natriumhydrogencarbonat), Vanilleextrakt.

## Nachahmungen
Verschiedene Discounterketten bieten in ihren Märkten Nachahmungen des Twix-Riegels an. So heißt diese bei Aldi-Süd und beim österreichischen Hofer Speed, bei Netto Marken-Discount Trigger. In Österreich wird von der Marke Clever auch eine Nachahmung vertrieben, die sich Knuspix nennt.

## Redewendung
Der bei der Markennamenänderung verwendete Claim „Raider heißt jetzt Twix, sonst ändert sich nix“ ist mittlerweile in den deutschen Sprachgebrauch eingegangen, um auf Änderungen hinzuweisen, die sich inhaltlich nicht oder kaum auswirken. So betitelte der Tagesspiegel 2013 einen Artikel über die Umbenennung der Vorratsdatenspeicherung mit Raider heißt jetzt Twix. Ein Onlinemagazin nannte seinen Wochenrückblick 2016 Raider heißt jetzt Twix …und fuhr im Untertitel fort: … und Safe Harbor heißt künftig EU-US-Privacy-Shield. Auch Österreichs damaliger Bundeskanzler Christian Kern sagte vor der Nationalratswahl 2017 über die ÖVP, die als „Liste Sebastian Kurz – die neue Volkspartei“ antrat: „Bei der ÖVP geht es nach dem Motto ‚Raider heißt jetzt Twix, sonst ändert sich fast nix‘.“ Auch nach der Ankündigung im Jahr 2023, dass der Microblogging-Dienst Twitter in X umbenannt werden soll, wurde die Redewendung, insbesondere auf der Plattform selbst, häufig bemüht.